# Alois Böhm
Alois Böhm (6. července 1899 Řečkovice – 14. května 1987 Brno) byl český spisovatel, autor básní a povídek, a překladatel ze slovinštiny.

## Život
Narodil se v rodině řečkovického zámečníka Josefa Böhma (1873–??) a jeho manželky Josefy, rozené Kořiskové (1876–??). Po vystudování reálky studoval na technice zeměměřičství. Vysokoškolské studium ale po čtyřech semestrech ukončil.
Občanským povoláním byl úředník brněnského zemského úřadu (pozdějšího zemského národního výboru). Procestoval řadu evropských zemí; jeho cesty ho inspirovaly k některým dílům.

### Rodinný život
Dne 16. listopadu 1925 se Alois Böhm v Brně oženil (civilní sňatek) s úřednicí Vilémou Josefou Billovou (1904–1989). (Viléma Böhmová je autorkou sbírky pohádek Zlatá křídla.)
S manželkou byl pohřben na hřbitově v Řečkovicích.

## Dílo
Byl členem Moravského kola spisovatelů. S Rudolfem Těsnohlídkem patřil mezi zakladatele brněnské pobočky Československo–lotyšské společnosti. Členkou byla i Böhmova manželka.

### Noviny a časopisy
Časopisecky publikoval povídky a verše např. v časopise Salon, Lidových novinách.

### Knižní vydání
- Den (básně; Brno, A. Okáč, 1924)
- Kovové nebe (povídky; Antonín Odehnal, Brno, 1924)
- O Lotyšsku (Brno, Československo-lotyšská společnost, 1927)
- Věčný tulák (básnická sbírka, V Brně, Moravské kolo spisovatelů, 1939)